# 三環幫
三環幫，是台灣黑社會幫派，發跡於台北市大安區泰順街、溫州街一帶，成立初期性質為外省掛幫派，並依地名統稱三環為名。1970年代全盛時期成員高達數百人，曾經與四海幫並稱為台北市外省二大幫派。
三環幫最早在1957年由前中和幫成員「訓吾」沈信吾成立的學生幫派，60年代初期由張春陽帶領三環幫成員在公館一帶圍事經營賭場崛起，到了70年代「道新」王道新掌權的時代進入鼎盛時期，西門町一帶舞廳、紅包場等大多是三環幫的勢力範圍。80年代林應明掌權時代，因受到竹聯幫併吞以及一清專案掃黑而影響勢力發展，先由林應明出走加入天道盟，及秀場文化與當時西門町逐漸沒落而導致三環幫影響力逐漸式微。
2000年代後，三環幫僅存成員轉移回到台北市大安區臥龍街一帶，涉足殯葬業，並與竹聯幫、飛鷹幫爭食台北市殯葬業，三環幫日漸沒落，到今天談起台灣幫派已很少人記得三環幫這個名詞。

## 略歷

### 創立背景
1957年間，三環幫成立於台北新公園，由「訓吾」沈信吾、蔣岳清、郭紹強、「道新」王道興、「小趙」趙琳、「船長」林慶增等人所組成，並依當地學生幫派份子常聚集在台灣大學、師範大學、泰順街等地活動，將聚集地點及勢力統稱為「三環」而得名。
1959年3月間，台北市警方破獲名為「臺北三環總部」的學生幫派組織，其組織龐大參加人數高達百人，由蔣岳清擔任總部舵主，下設總部執堂、一環、二環、三環舵主等等，並有臺北市泰順、龍頭、龍獅、龍門、正義等分派，以及臺北縣新店黑虎、基隆十二分、桃園十三豪俠等分派，警方研判該學生組織來自各地學生幫派結盟而成，組織龐大使警方進行全面查緝掃蕩。
1970年代至1980年代間，三環幫在創幫元老「道新」王道興掌權時代進入鼎盛時期，並效法歐美地區引進最早的牛肉場脫衣舞秀，在台北市西門町開設秀場、舞廳、紅包場、脫衣舞等行業，幾乎攏斷當時西門町一帶的舞廳，也使得三環幫聲勢浩大並擴大發展。西門町「華都舞廳」是三環幫的重要據點，也因此三環幫與影視名人交往頻繁，台灣演藝大亨楊登魁與名媛何麗玲都曾與其有關係。竹聯幫2000年代的代理幫主「趙霸子」趙爾文年輕從苗栗北上打拼時，也曾經在華都舞廳工作。

### 聲勢衰退
1980年代，竹聯幫在綽號「鴨霸子」的陳啟禮整頓之下重整聲勢最大之時，被視為出自同源的三環幫的部份派系成員，也在竹聯幫組織擴大之時轉投竹聯幫。例如知名導演帥岳峰、「船長」林慶增、「小項」項美華、「大馬」馮在朝、「二馬」馮在政、「小偉」張偉華等多位後來的竹聯幫大老，都是出自三環幫的成員。三環幫勢力被竹聯幫吸收瓜分，也逐漸影響後來的勢力發展趨向衰弱。
1984年間，時任三環幫老大的「光頭」林應明因一清專案被掃黑入獄。並於監獄中與各地本省掛角頭結盟成立「天道盟」，並在假釋出獄期間於台北市公館成立望天會，成為天道盟分會。1990年代間，因為「光頭」林應明離去三環幫成立望天會，無人領導的情況下，由出身於王道興門下的幹部成員「隆哥」鄒隆鎮自詡為三環幫老大，卻普遍不被幫內老成員所承認。隨著秀場年代的結束，以及當時台北市逐漸往東區發展，西門町逐漸沒落，間接導致三環幫的影響力逐漸沒落。
1996年，華都舞廳爆發經營權之爭，董事長劉敦煌與總經理李貞亮兩派為爭權發生多次衝突事件。1997年1月，支持劉派的鄒隆鎮，唆使手下「胖哥」王善良、林文豪等人狙殺總經理李貞亮致死，震驚黑白兩道。凶殺案發後鄒隆鎮則逃亡美國躲避刑案。1999年間，逃亡美國的「隆哥」鄒隆鎮犯下吳姓華僑1,500萬美金勒贖綁架案而遭美國警方逮捕，並於美國入監服刑。同年8月，警方於台北市延吉街等地逮捕「胖哥」王善良、林文豪等人。偵訊期間由王供出華都舞廳總經理兇殺案則由老大鄒隆鎮所唆使，並且扯出鄒隆鎮私吞手下王善良的黑鑽石，造成手下不滿的案外案。
2004年5月，鄒隆鎮於美國服刑完畢後被遣送回台灣，並因唆使殺人等罪重判入監服刑十二年。

### 近期發展
2016年1月，鄒隆鎮近年出獄後重起爐灶，任命28歲兒子鄒慶瑞任少幫主，並指揮幫眾犯下多起暴力恐嚇案件。該幫成員深怕現今外界不識三環幫名號，行事手段趨向高調引起警方注意，並加以掃蕩以鄒隆鎮為首僅存的三環幫勢力。

## 知名成員
- 「訓吾」沈信吾 -創幫老大，原為中和幫成員，1957年間成立三環幫。兩岸的大眾媒體自1990年前後以來多次將其姓名誤植為「湛洲吾」或「諶訓吾」廣傳三十餘年，2020年由竹聯幫元老柳茂川執筆的回憶錄嚴謹更正其真實姓名[4]。
- 「道新」王道興 -創幫元老，1970至1980年代全盛時期掌權者，被外界視為第一代幫主。於1990年代癌症病逝後所建勢力分崩離析，也導致三環幫衰弱[3]。
- 「光頭」林應明 -60年代跟隨出身於「泰順街」的張春陽經營賭場起家，1980年代左右被視為三環幫老大。一清專案出獄後於台北市公館另組天道盟望天會脫離三環幫[12]。於2007年病逝。
- 「船長」林慶增 -創幫元老，曾為三環幫小老么[11]。1980年代竹聯幫組織擴大時改投竹聯幫，並擔任巡查等幹部要職。
- 「小項」項美華 -率領三環幫眾加入竹聯幫，成立仁堂等分堂組織，曾與竹聯幫的董桂森等人並列齊名。現今仁堂亦為竹聯幫的主力派系之一。
- 「二馬」馮在政 -與其兄「大馬」馮在朝原為三環幫成員，後改投竹聯幫成為中堅份子，成立北堂等分堂組織。現今亦為竹聯幫大老。
- 「隆哥」鄒隆鎮 -出身於「古亭幫」，1990年代自立為三環幫老大，並於97年至99年間涉及兇殺案與綁票案，近年重新出獄另起爐灶再遭警方逮捕，媒體視為末代幫主[3]。

## 參閲
- 孫德培

## 外部連結
- 組織犯罪防制條例（页面存档备份，存于）（繁體中文）
- 「中台灣黑道風雲」第九十二章（页面存档备份，存于）,政風電子報,岳中興